# Ulf Lehmann
Ulf Lehmann (* 4. Februar 1958 in Wusterhausen/Dosse) ist ein ehemaliger deutscher Regattasegler. Er gehörte in seiner aktiven Zeit den SC Traktor Schwerin an und nahm für die Deutsche Demokratische Republik 1988 an den Olympischen Sommerspielen teil.
Er trat gemeinsam mit Stefan Mädicke in Flying Dutchman an und die beiden belegten letztlich den 9. Platz.
Heute ist er Junioren-Bundestrainer der 470er Klasse.